# Dracophyllum pubescens
Dracophyllum pubescens är en ljungväxtart som beskrevs av Thomas Frederic Cheeseman. Dracophyllum pubescens ingår i släktet Dracophyllum och familjen ljungväxter. Inga underarter finns listade i Catalogue of Life.